# Liste der Kulturdenkmale in Vianden
In der Liste der Kulturdenkmale in Vianden sind alle Kulturdenkmale der luxemburgischen Gemeinde Vianden aufgeführt (Stand: 20. September 2022).
| Bild                                                                       | Bezeichnung                                                                | Lage                                    | Beschreibung | Stufe | Eingetragen seit   |
| -------------------------------------------------------------------------- | -------------------------------------------------------------------------- | --------------------------------------- | --- | ----- | ------------------ |
| Weitere Bilder                                                             | Trinitarierkirche                                                          | Grand-Rue (Karte)                       | Im Jahr 1248 erhielt der Orden der Trinitarier von Graf Heinrich I. (1214–1252) ein Krankenhaus und begannen mit dem Bau eines Klosters mit angrenzender Kirche. Die Kirche wurde ab 1248 mit zwei parallelen Schiffen im gotischen Stil erbaut. Im 1644 angebauten Rechteckchor steht ein Hochaltar von 1758 von Michel Weiler. Das fünfjochige Langhaus besitzt einen Dachreiter, ein Glockenturm fehlt. | PCN   | 6. Juli 1939       |
| Weitere Bilder                                                             | Kapelle St-Nicolas                                                         | Route nationale 10 (Karte)              | Nachdem die Trinitarier 1256 die Oberstadt von Vianden als eigene Pfarrei führten, blieb die Unterstadt bis 1801 eine Filiale der Pfarrei Ruet. Die Templer errichteten etwa 50 Meter unterhalb der Ourbrücke eine kleine, gotische Kirche, die nach der Auflösung des Templerordens 1312 den Namen Nikolauskapelle erhielt. Neben der Kapelle wurde 1545 ein Friedhof angelegt, der 1645 vergrößert und bis 1784 genutzt wurde. Anfangs war die Kapelle eine einfache Saalkirche, später kamen der Chor und die Sakristei hinzu. Im Jahr 1723 kam es in der Vorstadt zu einem Brand, dem auch die Kapelle zum Opfer fiel. Bereits ein Jahr später wurde die Kapelle wieder aufgebaut. Die Eingangsfassade wurde 1907 von Charles Arendt neu gestaltet. Von 1969 bis 1974 wurde die Kapelle restauriert. | PCN   | 6. Juli 1939       |
| Weitere Bilder                                                             | Kirche St-Roch („Neue Kirche“)                                             | rue du vieux Marché (Karte)             | An der Stelle der heutigen Kirche stand ursprünglich eine Kapelle, die die Einwohner von Vianden nach der Pestepidemie von 1632 dort mit einem Friedhof errichtet hatten. Im Jahr 1770 wurde dann die barocke Kirche mit Querhaus nach Plänen des Tiroler Baumeisters Johannes Hell errichtet. Dem schmalen Portal an der Giebelseite wurden zwei Türme zur Seite gestellt. | PCN   | 6. Juli 1939       |
| Statue des Heiligen Nepomuk                                                | Statue des Heiligen Nepomuk                                                | auf der Brüstung der Our-Brücke (Karte) | | PCN   | 6. Juli 1939       |
| Weitere Bilder                                                             | Victor-Hugo-Haus                                                           | 37, rue de la Gare (Karte)              | | PCN   | 6. Juli 1939       |
| Weitere Bilder                                                             | Wachturm („Hockelstour“)                                                   | montée du Beffroi (Karte)               | Der Hockelsturm ist ein Wachturm auf der Hockelslay. Der Turm liegt auf einem Felsvorsprung unterhalb der Burg und war Teil der ehemaligen Stadtbefestigung. Erbaut wurde er 1603 vom damaligen Bürgermeister. Das Bauwerk mit vier Stockwerken wurde über quadratischem Grundriss errichtet. Vom Erdgeschoss mit Deckengewölbe gelangt man über eine Steintreppe in den ersten Stock, der als Wohnraum für das Wachpersonal gedacht war und mit einem offenen Kamin beheizt werden konnte. Das Wachhaus hat sechs Schießstände. Die oberen Stockwerke erreicht man über eine Holztreppe. Im obersten Geschoss hängen heute die Glocken der Pfarrkirche von Vianden. | PCN   | 6. Juli 1939       |
| Weitere Bilder                                                             | Überreste der Stadtmauer                                                   |                                         | | PCN   | 6. Juli 1939       |
| unmittelbare Umgebung der Burg Vianden                                     | unmittelbare Umgebung der Burg Vianden                                     | (Karte)                                 | | PCN   | 6. Juli 1938       |
| Weitere Bilder                                                             | Burg Vianden                                                               | montée du Château (Karte)               | Ursprung der gesamten Anlage war ein römisches Kastell, das um 360 bis 450 entstand. Im 11. Jahrhundert wurde die Burganlage ausgebaut und erweitert als die Herren von Vianden aus der Eifel an diesen Ort zogen. Im Jahr 1346 kam die Grafschaft Vianden bis 1417 in die Hände der Grafen von Sponheim, dann war sie bis zur Französischen Revolution im Besitz des Hauses Oranien-Nassau. Während der Französischen Revolution wurde sie konfisziert, jedoch 1815 an den Großherzog und niederländischen König Wilhelm I. von Luxemburg zurückgegeben. Im Jahr 1820 ersteigerte der Bürgermeister des Ortes die Burg und verkaufte die Metalle, Türen und Fenster, sodass die Anlage zusehends verfiel. Erst im Jahr 1977 wurde die bürg verstaatlicht und schrittweise restauriert. Die Höhenburg besitzt einen äußeren Mauerring und eine innere Mauer mit Ecktürmen. Innerhalb dieser Kernburg befinden sich die Wohnräume, Festsäle und Wirtschaftsräume. Die Anlage ist insgesamt ca. 85 Meter lang und 30 Meter breit. | PCN   | 23. November 1977  |
| Weitere Bilder                                                             | Orgel der Trinitarierkriche                                                | (Karte)                                 | | PCN   | 11. Dezember 2002  |
| Wohnhaus mit Garten, Turm und Kapelle                                      | Wohnhaus mit Garten, Turm und Kapelle                                      | 2, rue de la Gare (Karte)               | | PCN   | 13. März 2015      |
| Wohnhaus                                                                   | Wohnhaus                                                                   | 94, Grand-Rue (Karte)                   | | PCN   | 6. Juli 2016       |
| Weitere Bilder                                                             | Rathaus                                                                    | 29, Grand-Rue (Karte)                   | | PCN   | 6. September 2018  |
| „Maison Koenig“                                                            | „Maison Koenig“                                                            | 47, Grand-Rue (Karte)                   | | PCN   | 6. September 2018  |
| Altenheim und ehemaliges Museum Ed. Wolff im ehemaligen Trinitarierkloster | Altenheim und ehemaliges Museum Ed. Wolff im ehemaligen Trinitarierkloster | 49, Grand-Rue (Karte)                   | | PCN   | 6. September 2018  |
| Gebäude                                                                    | Gebäude                                                                    | 41, Grand-Rue (Karte)                   | | PCN   | 14. September 2018 |
| direkte Umgebung der Bildchenkapelle                                       | direkte Umgebung der Bildchenkapelle                                       | (Karte)                                 | | PCN   | 5. April 2019      |
| Weitere Bilder                                                             | Bildchenkapelle                                                            | (Karte)                                 | |       | 5. April 2019      |
|                                                                            | Gebäude                                                                    | 37, Grand-Rue (Karte)                   | | PCN   | 29. September 2021 |
| Weitere Bilder                                                             | Sodalitätskapelle                                                          | Grand-Rue (Karte)                       | | IS    | 20. November 1937  |
| Gebäude und „Hôtel Collette“                                               | Gebäude und „Hôtel Collette“                                               | 68–70, Grand-Rue (Karte)                | | IS    | 12. April 1968     |
| ehemalige Schreinerei                                                      | ehemalige Schreinerei                                                      | 22, rue du Sanatorium (Karte)           | | IS    | 25. Juli 2013      |
| Wohnhaus                                                                   | Wohnhaus                                                                   | 20, Grand-Rue (Karte)                   | | PCN   | 5. Dezember 2014   |
| Wohnhaus                                                                   | Wohnhaus                                                                   | 48, Grand-Rue (Karte)                   | | IS    | 22. März 2016      |
| Wohnhaus                                                                   | Wohnhaus                                                                   | 5, rue de la Frontière (Karte)          | | IS    | 22. März 2016      |

Legende: PCN – Immeubles et objets bénéficiant des effets de classement comme patrimoine culturel national; IS – Immeubles et objets inscrits à l’inventaire supplémentaire

## Quelle
- Liste des immeubles et objets beneficiant d’une protection nationales, Nationales Institut für das gebaute Erbe, Fassung vom 12. September 2022, S. 128 f. (PDF)

- Karte mit allen Koordinaten:
- OSM |
- WikiMap